# 竹内神社 (我孫子市)
竹内神社（たけうちじんじゃ）は千葉県我孫子市の神社。

## 概略と沿革
承平年間（931年-938年）、愛宕神社（現・愛宕八坂神社）内の摂末社として建てられた。
1593年（文禄2年）、神託により現在地に移転、社名も「竹内神社」とした。
境内には、日露戦争戦勝を祝い、英文で記した「日露戦争英文記念碑」がある。

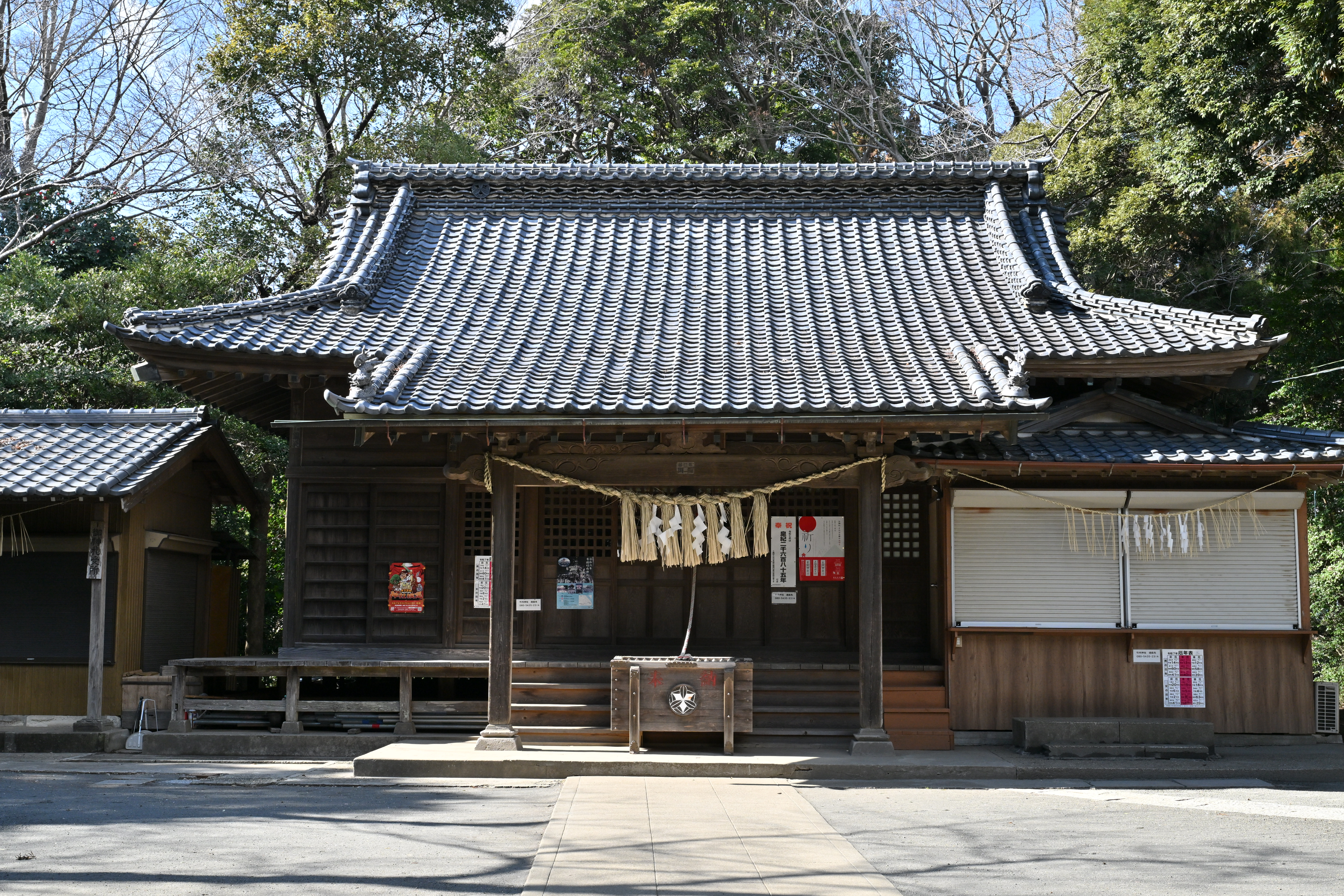
拝殿
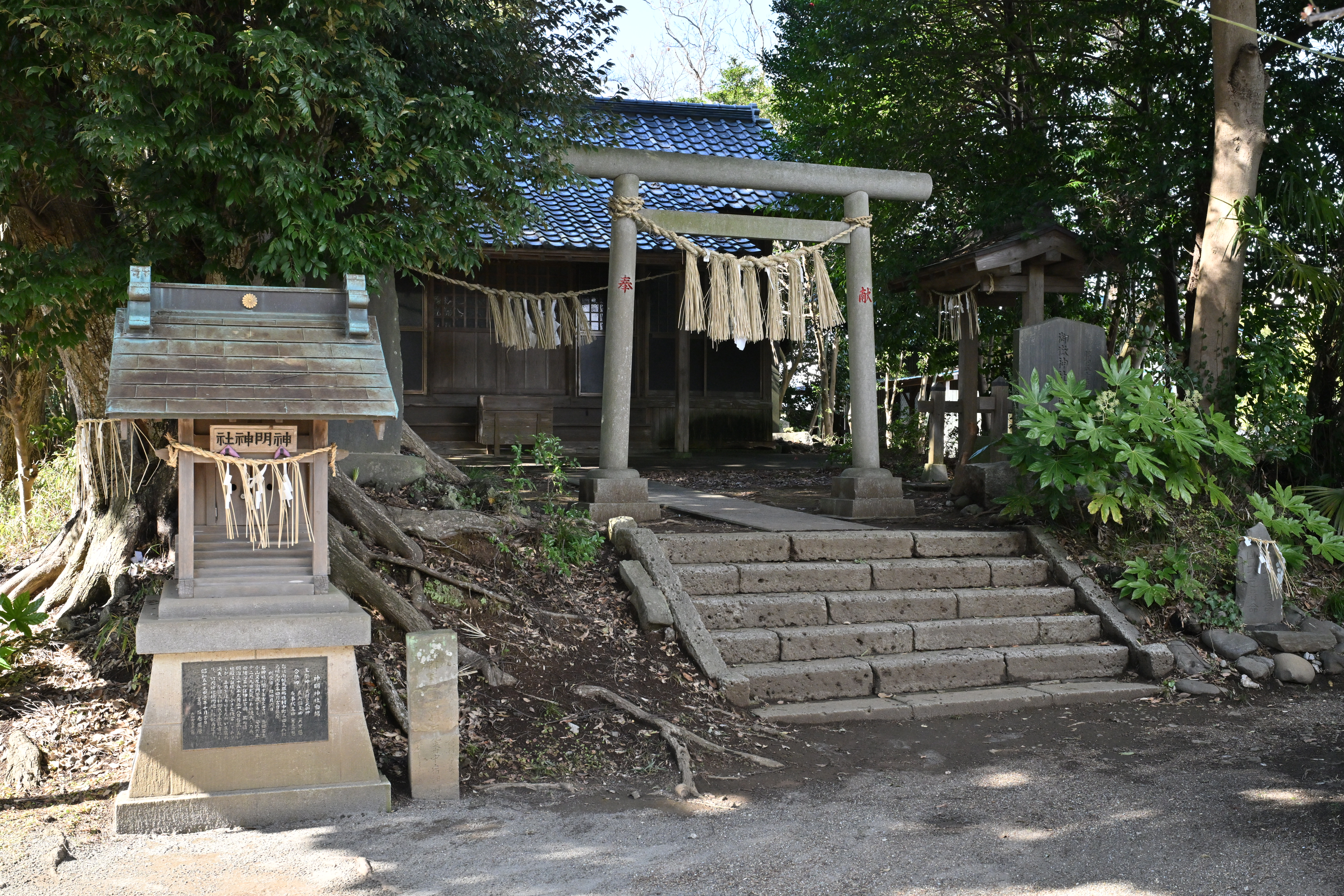
神明神社（手前）と御嶽神社（右奥）
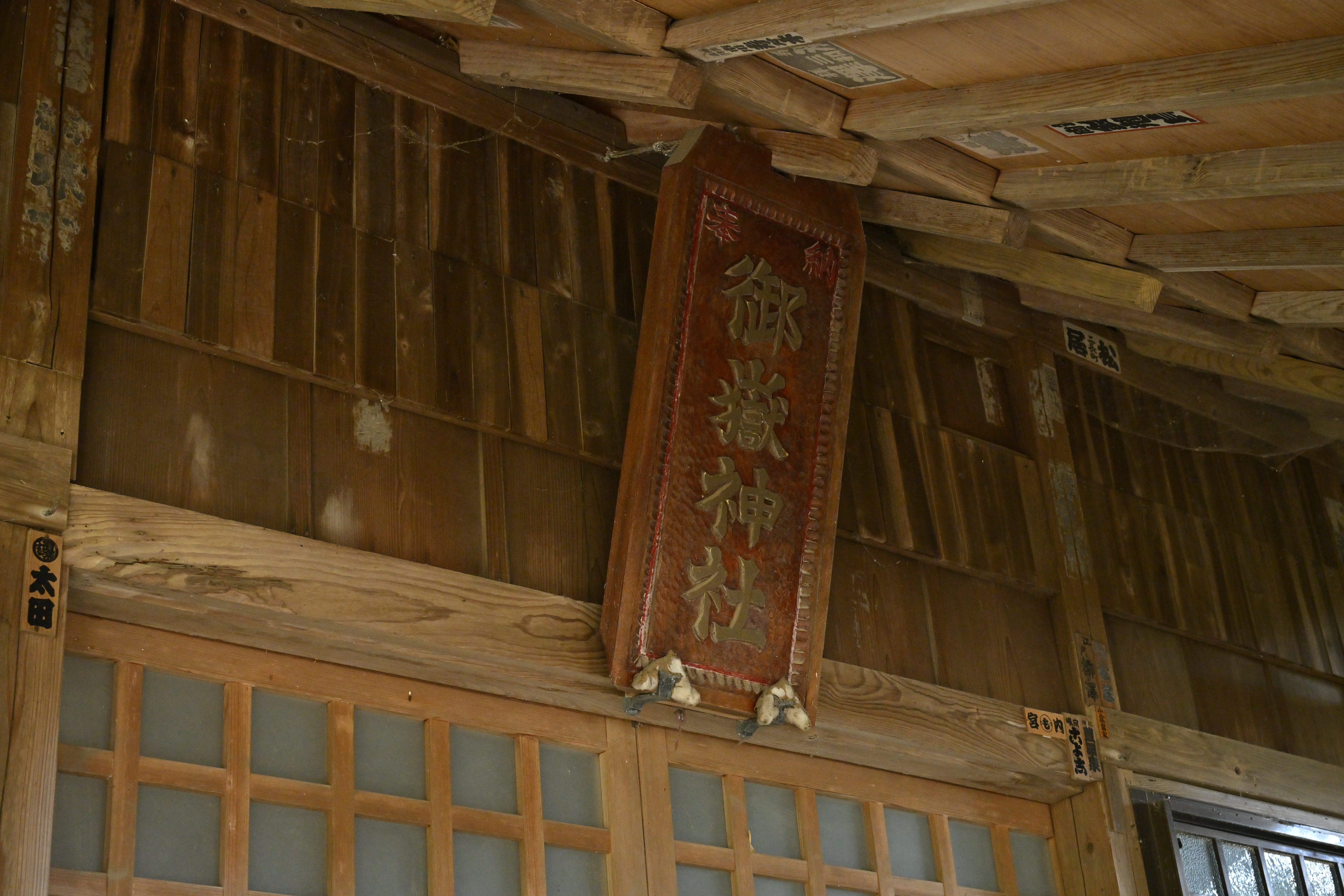
境内社御嶽神社の扁額
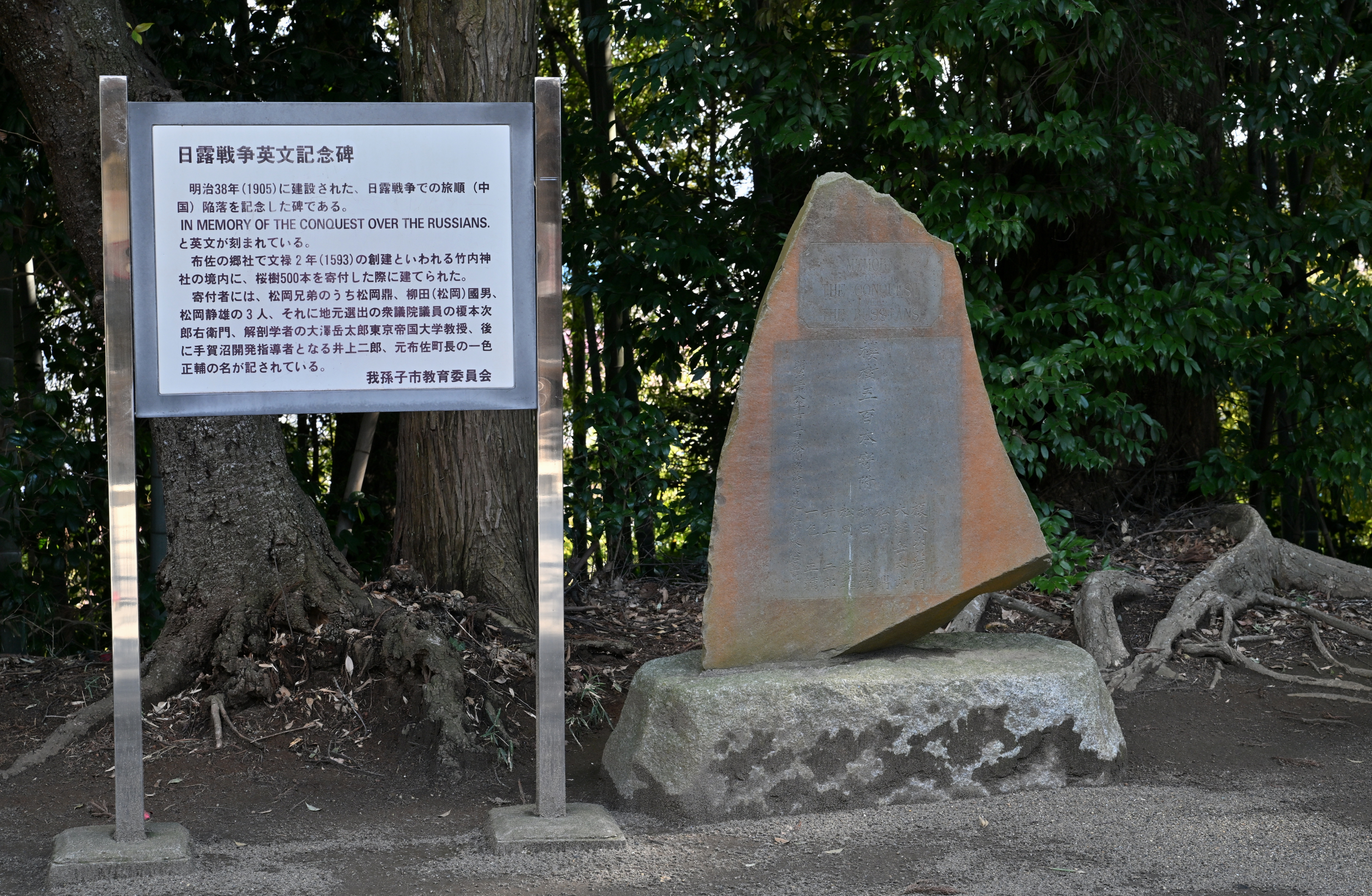
日露戦争英文記念碑
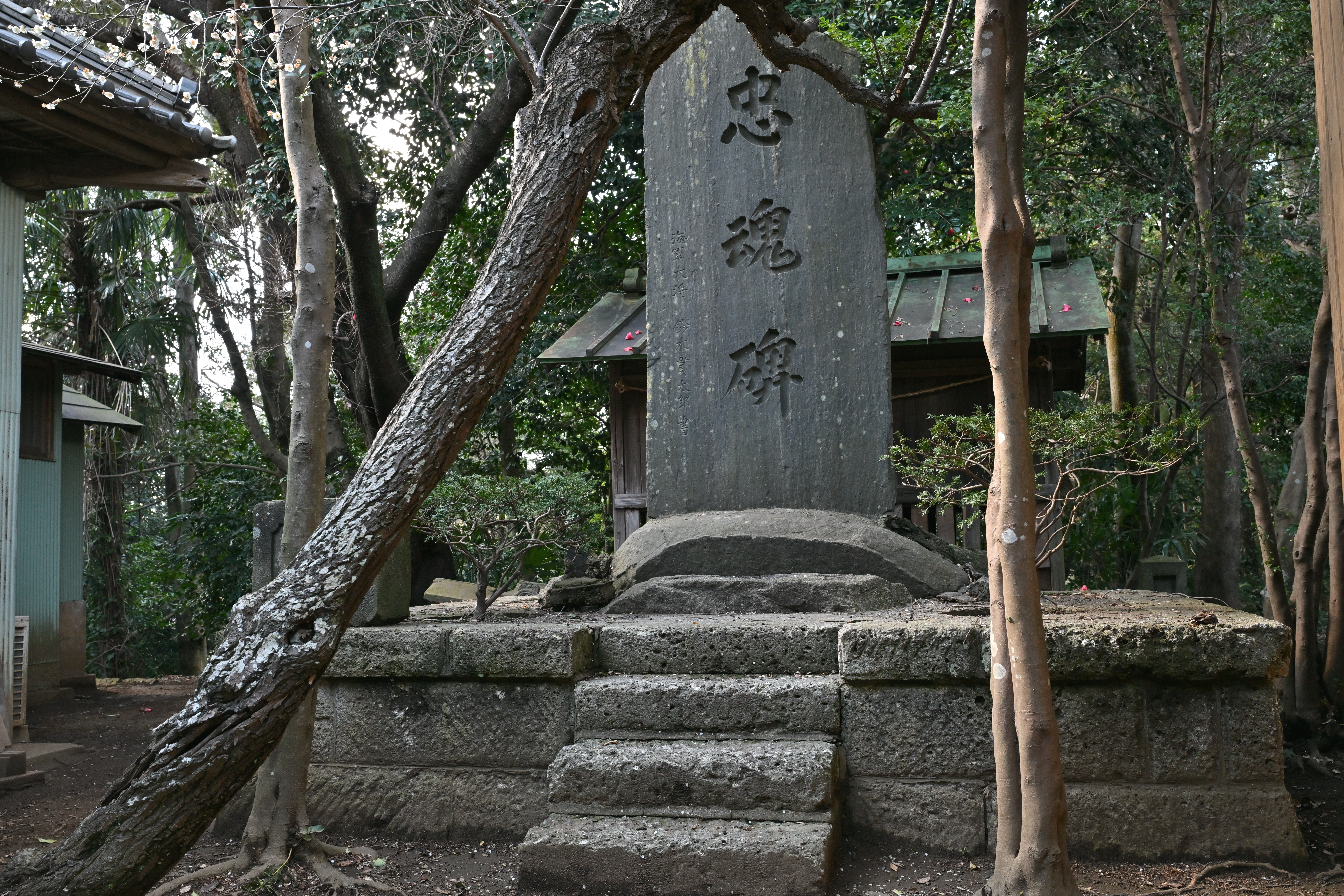
忠魂碑
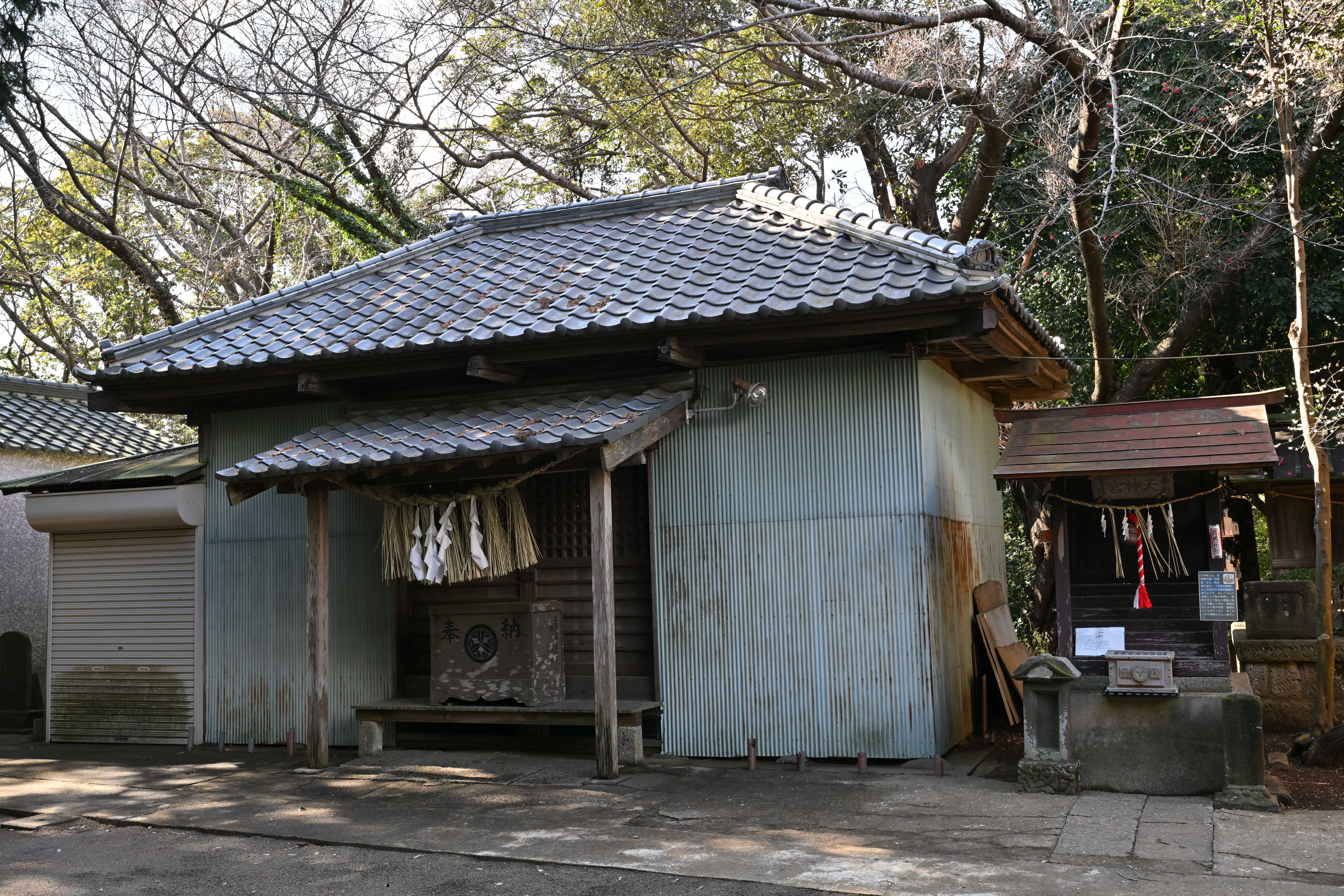
稲荷神社（正面）と天神宮（右）
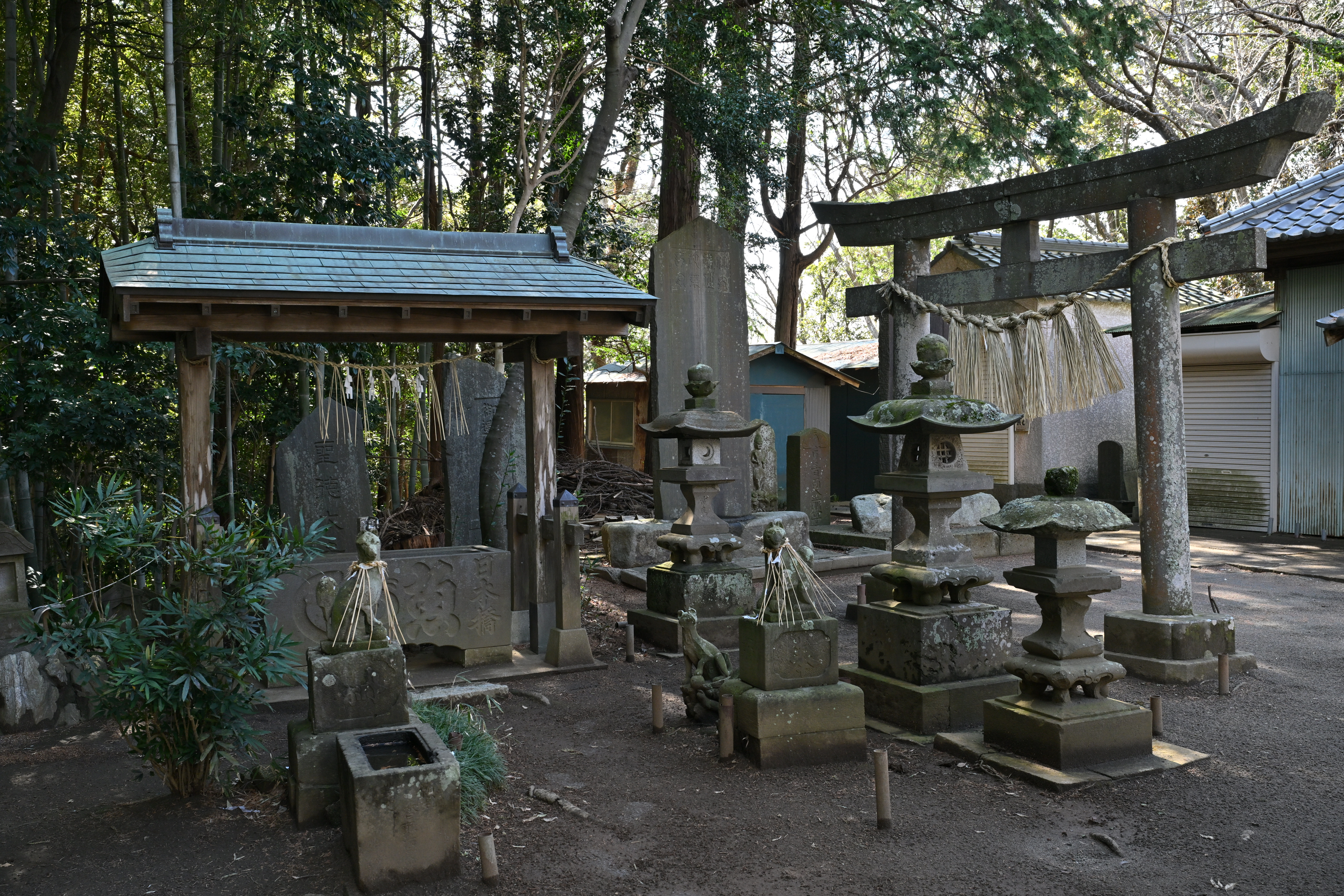
境内社稲荷神社の石鳥居と手水社

## 交通アクセス
- JR東日本成田線布佐駅より徒歩20分。